# Trebuie să-ți joci rolul
Trebuie să-ți joci rolul (titlul original: în engleză Lily in Love, în maghiară Játszani kell) este un film de comedie, coproducție ungaro-american, realizat în 1984 de regizorul Károly Makk. 
Filmul este a treia adaptare cinematografică a piesei lui Ferenc Molnár despre neînțelegeri romantice din piesa romantică Garda de corp (Testőr, 1931) și Soldatul de ciocolată (A csoki katona, 1941).
Protagoniștii filmului sunt actorii Christopher Plummer, Maggie Smith, Elke Sommer și Adolph Green.

## Rezumat
După cartea lui Lily Wynn se pregătește în Ungaria un film, dar pentru eroul principal nu visa să fie distribuit soțul ei, un actorului de succes, ci visa la un iubit de origine latină. Fitz, punându-și la încercare abilitățile de actor, se transformă repede în Roberto și o cucerește pe partenera vieții sale. Se identifică din ce în ce mai mult cu rolul său, dar în același timp, devine din ce în ce mai gelos pe Roberto din cauza succesului acestuia asupra soției sale. Până la urmă se dezvăluie hidoșenia, nu mai rămâne decât să se lămurească dacă aceasta nu cumva a fost ideea inițială a lui Lily, să le zdruncine puțin căsnicia monotonă.

## Distribuție
- Christopher Plummer – Fitzroy Wynn / Roberto Terranova
- Maggie Smith – Lily Wynn, soția sa
- Elke Sommer – Alicia
- Adolph Green – Jerry Silber
- Rosetta LeNoire – Rosanna
- Sándor Szabó – Teodor
- János Kende – Gabor
- János Xantus – Miklos
- István Butykai – Bela
- Zoltán Gera – ofițerul de la Malev
- Judit Meszléry – ofițer de la Malev
- David Purdham – un actor tânăr
- Beatrix Porter – o tânără actriță
- Jennifer Babtist – o tânără actriță